# Мирјана Докмановић
Мирјана Докмановић српска је правница и експерткиња за људска и женска права.
Рођена је у 1957. године Суботици. Након магистрирања 1996. године на Правном факултету Универзитета у Београду, учествовала је на бројним стручним конференцијама и скуповима по позиву у земљи и иностранству, између осталих на МА програму Women and Public Policy Program, J.F. Kennedy School of Government, Harvard University, САД (1998, 1999, 2001), UN Commisssion on the Status of Women, ECOSOC, УН конференција о последицама светске финансијске кризе, о сузбијању нелегалне трговине оружјем и у раду европских и светских социјалних форума алтерглобалистичког покрета. Као међународна експерткиња ангажована је на експертским пословима у вези са питањима људских права, женских права, родне равноправности, родне анализе јавних политика и унапређења антидискриминационих политика од стране међународних и европских организација (UNDP, UNIFEM, UNPFA, SEESAC и др.).
Докторирала је 2007. године, Асоцијација центара за интердисциплинарне и мултидисциплинарне студије и истраживања (АЦИМСИ), Универзитет у Новом Саду. Оснивачица је и председница организације „Женски центар за демократију и људска права”, непрофитне невладине организације чији је циљ промоција политичке, социјалне и економске једнакости жена.
У ИПА 2011 пројекту „Спровођење антидискриминационих политика” (2012-2014) била је ангажована као главна антидискриминациона експерткиња. За Владина тела радила је на изради Стратегије за родну равноправност 2016-2020, као и на студијама и анализама јавних политика. За Делегацију ЕУ у Србији 2016. године израдила је студију Родна анализа Србије. Координирала бројне европске, националне и локалне пројекте у области унапређења родне равноправности и сузбијања родно заснованог насиља. Од 2011. до 2016. године учествовала у научно-истраживачком пројекту „Развој методологије евидентирања криминалитета као основа креирања ефикасних мера за његово сузбијање и превенцију” финансираном од стране Министарства просвете и науке РС. Учествовала је са радовима на бројним међународним и националним конференција из области људских права, родне равноправности и утицаја глобализације на стање људских права. На Факултету за европске правно-политичке студије Универзитета ЕДУКОНС у Новом Саду била је запослена у звању доцента од 2008. до 2013. године, а у звању ванредног професора од 2013. до новембра 2016. године. Чланица је Савета и Редакционог одбора часописа „Темида”.
За потребе националног пројекта „Борба против сексуалног и родно заснованог насиља” Управе за родну равноправност при Министарству рада и социјалне политике урадила је белу књигу са предлозима за измену законодавства у области насиља у породици.

## Чланство у професионалним организацијама
- Чланица Управног одбора Виктимолошког друштва Србије
- Чланица Удружења Технологија и друштво
- Чланица

## Репрезентативне публикације
- „Евидентирање података о злочинима из мржње: препоруке међународних тела и њихов значај за Србију”, Темида, вол. 18, но. 2, 2015, стр. 59-78.
- „Род и право”, у: Милојевић, И. и Марков, С. (ур.), Увод у родне теорије, Нови Сад, Центар за родне студије, Универзитет у Новом Саду, 2011. стр. 295-306.
- , Beograd, 2007.
- : Утицај глобализације на економска и социјална права жена, Женски центар за демократију и људска права, Суботица, 2002.[4]
- . Београд: Чигоја штампа и Институт за друштвене науке.  978-86-531-0291-3
- Утицај неолиберализма на економска и социјална права. Београд: Чигоја штампа и Институт друштвених наука.  978-86-531-0290-6[5]